# Guerras bizantino-árabes
As guerras bizantino-árabes foram uma série de conflitos armados entre os califados árabes e o Império Bizantino (ou Império Romano do Oriente) que ocorreram entre os séculos VII e XII. Foram iniciadas durante as primeiras conquistas muçulmanas do expansionismo dos califados Ortodoxo e Omíada e continuaram na forma de disputas fronteiriças persistentes até ao início das Cruzadas. Em consequência destas guerras, os Bizantinos, a quem os Árabes chamavam Rûm ou Rumes (Romanos), perderam uma parte considerável do seu império, nomeadamente todos os territórios do Levante e Norte de África e inclusivamente uma parte considerável da Anatólia. A capital bizantina, Constantinopla chegou a ser cercada em duas ocasiões, a primeira em 674 e a segunda em 717.
O conflito inicial ocorreu entre 634 e 718, terminando no segundo cerco árabe a Constantinopla, que marcou a rápida expansão árabe na Anatólia. No entanto, a região continuou a ser ocasionalmente fustigada por razias árabes e os conflitos reacenderam-se no final do século VIII, continuando nos séculos seguintes e só terminando em 1169. A ocupação do sul de Itália pelos Abássidas no século IX e X não teve tanto êxito como a da ocupação da Sicília.
Durante a dinastia macedónica, entre os séculos IX e XI, os Bizantinos recuperaram territórios no Levante, chegando os exércitos bizantinos a ameaçar a reconquista de Jerusalém. O Emirado de Alepo e os estados vizinhos tornaram-se nessa altura vassalos dos Bizantinos. A maior ameaça a leste era então o Califado Fatímida do Egito, o que só mudaria com a ascensão    dos Turcos seljúcidas e da criação do Sultanato de Rum por estes, que conquistou os territórios que tinham sido recuperados e expandiu os territórios abássidas até interior da Anatólia.
A expansão islâmica do final do século XI, então protagonizada pelos povos turcos levou o imperador Aleixo I Comneno (r. 1081–1118) a pedir desesperadamente ajuda militar ao Papa Urbano II (r. 1088–1099) no Concílio de Placência que decorreu em 1095, um dos eventos frequentemente apontado como precursor da Primeira Cruzada.

## Antecedentes
As prolongadas guerras bizantino-sassânidas dos séculos VI e VII deixaram ambos os impérios exaustos e vulneráveis à emergência súbita e expansão dos Árabes. A últimas dessas guerras acabou com a vitória dos Bizantinos: o imperador Heráclio reconquistou todos os territórios anteriormente perdidos e levou novamente a Vera Cruz para Jerusalém em 630. No entanto, além do império não conseguido recuperar, poucos anos depois foi atacado violentamente pelos Árabes, recentemente unidos pelo Islão, os quais, nas palavras de Howard-Johnston «só podem ser comparados a um tsunami humano». De acordo com George Liska «o conflito bizantino-persa desnecessariamente prolongado abriu o caminho para o Islão».
No final da década de 620, Maomé já tinha conseguido conquistar e unificar a Arábia sob o governo muçulmano, e foi sob a sua liderança que as primeiras escaramuças tiveram lugar. Apenas uns meses depois de Heráclio e o general persa Sarbaro terem acordado os termos da retirada das tropas sassânidas que ocupavam as províncias orientais bizantinas, em 629 houve um confronto entre tropas árabes e bizantinas em Batalha de Mutá. Maomé morreu em 632 e foi sucedido na liderança dos muçulmanos por pelo primeiro califa, Abacar (r. 632–634), que ganhou o controle indisputado de toda a Arábia depois da vitória nas Guerras Ridda, consolidando um poderoso estado muçulmano na península.

## Conquistas muçulmanas(634–718)
De acordo com as biografias muçulmanas, Maomé, sabendo por espiões que as forças bizantinas se estavam a concentrar no norte da Arábia com alegadas intenções de invadir o resto da península, liderou um exército que marchou para Tabuque, no que é hoje o noroeste da Arábia Saudita, com a intenção de preemptivamente combater o exército bizantino. No entanto as informações revelaram-se falsas. Se o ataque realmente ocorreu, ele representou o primeiro ataque dos Árabes aos Bizantinos. Se não chegou a ocorrer ataque nessa ocasião, a expedição militar de Maomé provocou imediatamente um confronto militar.
Não há registos contemporâneos da expedição a Tabuque, e muitos dos detalhes são provenientes de fontes islâmicas muito mais tardias. Tem sido argumentado que numa fonte bizantina há uma possível menção à Batalha de Muta, datada tradicionalmente em 629, mas não há certezas. Os primeiros combates podem ter ocorrido na forma de conflitos com os estados árabes satélites dos impérios bizantino e sassânida: os Gassânidas e os Lacmidas de Hira. Em todo o caso, é certo que depois de 634 os Árabes muçulmanos empreenderam uma invasão em larga escala de ambos os impérios, resultando na conquista do Levante, Egito e Pérsia para o Islão. Os generais com mais sucesso foram Calide ibne Ualide e Anre ibne Alas.[carece de fontes?]

### Conquista árabe da Síria

Movimentos das tropas bizantinas na Síria em 635 e 636

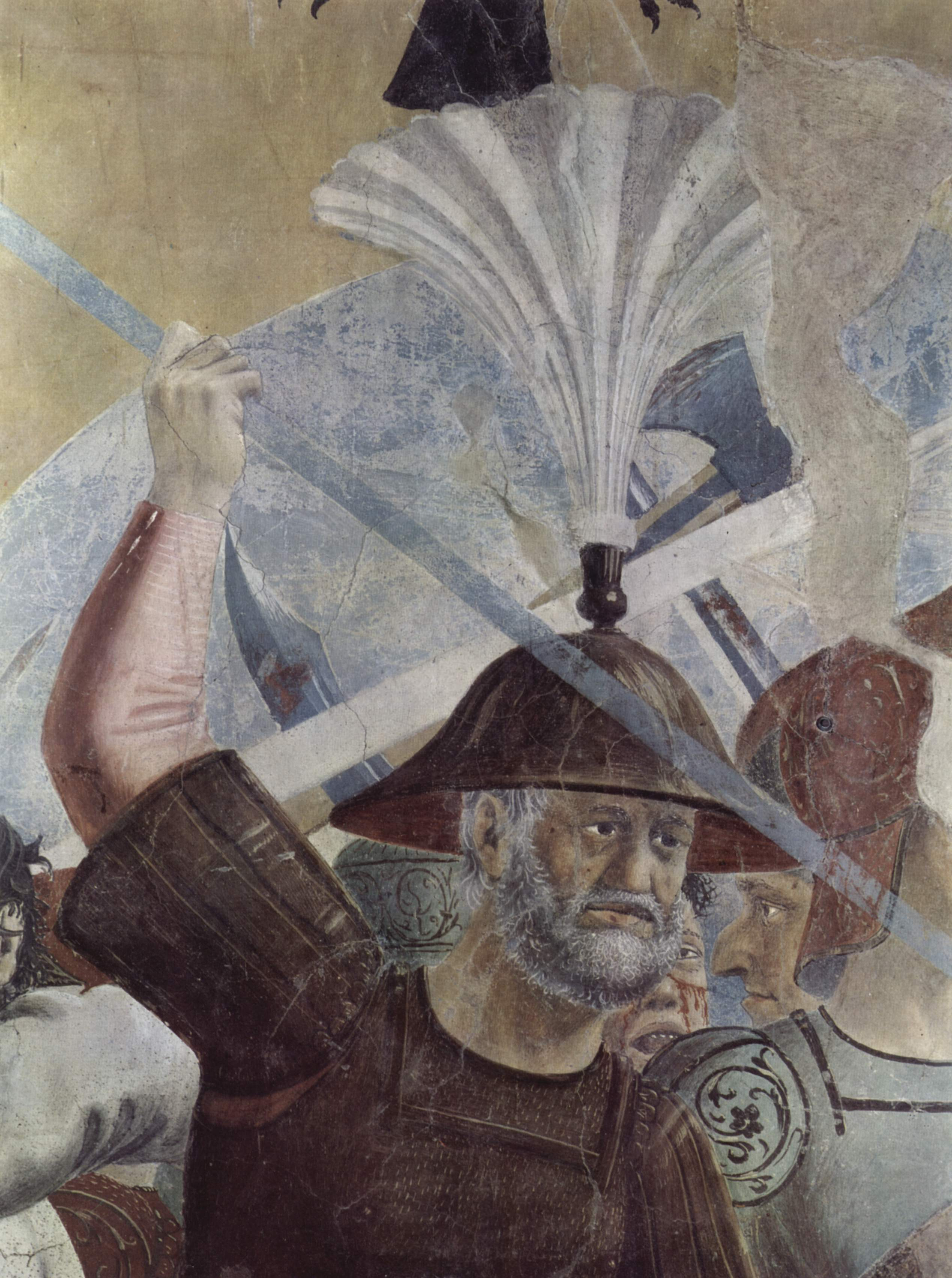
Heráclio num detalhe dos frescos da Basílica de São Francisco de Assis em Arezzo

### Conquista árabe da Síria(634–638)
No Levante, o exército do Califado Ortodoxo envolveu-se em combate com um exército bizantino composto de tropas imperiais e recrutas locais. Segundo os historiadores islâmicos, os cristãos monofisistas e Judeus da Síria deram as boas-vindas aos invasores árabes, pois estavam descontentes com o governo bizantino. Além do mais, as tribos árabes tinham laços económicos, culturais e familiares significativos com os habitantes predominantemente de origem árabe do Crescente Fértil.[carece de fontes?]
| “ | O povo de Homs respondeu [aos muçulmanos], «Nós gostamos muito mais do vosso governo e justiça do que o estado de opressão e tirania no qual nos encontrávamos. O exército de Heráclio haveremos certamente, com a vossa ajuda de amil, de expulsar da cidade.» Os judeus levantaram-se e disseram, «Juramos pela Torá, governador algum de Heráclio entrará na cidade a não ser que sejamos derrotados até à exaustão!» [...] Os habitantes das outras cidades — cristãos e judeus — que tinham capitulado perante os muçulmanos fizeram o mesmo [...] Quando com a ajuda de Alá os "não crentes" foram derrotados e os muçulmanos ganharam, eles abriram as portas das suas cidades, saíram com os cantores e instrumentistas de música que começaram a tocar, e pagaram o caraje [imposto islâmico sob terras agrícolas]. | ” |
|   | — Albaladuri. |   |

O imperador Heráclio adoeceu e ficou impossibilitado de comandar pessoalmente os seus exércitos para resistir às conquistas árabes da Síria e da Palestina em 634. O exército do Califado Ortodoxo obteve uma vitória decisiva na Batalha de Ajenadaim, travada no verão de 634. Depois da vitória na Batalha de Fahl (ou de Pela), travada no Vale do Jordão (atualmente na Jordânia), as forças muçulmanas comandadas por Calide ibne Ualide conquistaram Damasco em 634 (ou 635, segundo outras fontes). A resposta bizantina envolveu a concentração e envio do máximo número de tropas lideradas pelos principais comandantes, incluindo Teodoro Tritírio e o general arménio Vaanes, para expulsarem os muçulmanos dos territórios recém-conquistados.
No entanto, na Batalha de Jarmuque, em 636, os muçulmanos, tendo estudado o terreno detalhadamente, atraíram os Bizantinos para combates em locais por eles escolhidos, que os Bizantinos geralmente evitavam, e para uma série de assaltos complicados a vales profundos e penhascos que se revelavam armadilhas mortais catastróficas. Segundo o historiador do século IX Albaladuri, a exclamação de despedida de Heráclio quando partiu de Antioquia para Constantinopla, expressou bem o seu desapontamento: «Paz para ti, oh Síria, e que excelente país é este para o inimigo!» O impacto da perda da Síria pelos Bizantinos é ilustrada por João Zonaras nos seguintes termos: «[...] desde então [a queda da Síria] a raça dos ismaelitas não cessou de invadir e saquear todo o território dos Romanos [Bizantinos]».
Em abril de 637 (ou fevereiro de 638 segundo outras fontes), os Árabes capturaram Jerusalém depois de um longo cerco, com a rendição do patriarca Sofrónio (r. 634–638). No verão de 637, os muçulmanos conquistaram Gaza e, durante o mesmo período, as autoridades bizantinas no Egito e Mesopotâmia pagaram elevadas quantias para obter tréguas, as quais duraram três anos no Egito e um ano na Mesopotâmia. Antioquia foi conquistada pelos muçulmanos no final de 637. Por essa altura, os muçulmanos ocupavam todo o norte da Síria exceto a Mesopotâmia setentrional, à qual concederam um ano de tréguas. Quando estas tréguas terminaram em 638-639, os Árabes invadiram a Mesopotâmia e a Arménia bizantinas e finalizaram a conquista da Palestina, atacando de surpresa Cesareia Marítima, e efetivando a captura de Ascalão. Em dezembro de 639 os muçulmanos partiram da Palestina para conquistarem o Egito no início de 640.

### Conquistas árabes no Norte de África(639–698)

#### Conquista do Egito e da Cirenaica

Rota seguida pelos exércitos árabes durante a conquista muçulmana do Egito em 641

À data da morte de Heráclio, grande parte do Egito tinha sido perdido pelos Bizantinos e em 637-638, toda a Síria estava subjugada pelos exércitos do Islão. A primeira incursão árabe no Egito ocorreu no final de 639 ou início de 640, quando Anre ibne Alas partiu da Palestina comandando entre 3 500 e 4 000 soldados. A estes foram-se juntando progressivamente mais tropas, nomeadamente 12 000 homens de Zobair ibne Alauame. Anre começou por sitiar e conquistar a Fortaleza de Babilónia, no que é atualmente o Cairo e depois atacou Alexandria. Os Bizantinos, divididos e chocados com a perda repentina de tanto território, acederam em entregar a cidade em setembro de 642. A queda de Alexandria marcou a extinção do domínio bizantino no Egito e abriu o caminho aos muçulmanos para a conquista da Cirenaica. Em 644, após a morte de Omar (r. 634–644), Otomão (r. 644–652) sucede-lhe como califa.
Durante o reinado de Otomão, a marinha bizantina reconquistou Alexandria, mas perdeu-a novamente em 646, pouco depois da Batalha de Niciu. As tropas islâmicas lançaram raides na Sicília em 652 e tomaram o Chipre e Creta em 653. Segundo os historiadores árabes, os cristãos coptas deram as boas vindas aos Árabes como os monofisistas tinham feito em Jerusalém. A perda do Egito, que segundo estimado fornecia ⅓ da receita imperial (em ouro e cereais), privou os Bizantinos de valiosos fornecimentos de cereais, causou o colapso da receita geral do Estado a uma fração daquela do século VI e enfraqueceu o exército.

#### Conquista dos restantes territórios bizantinos no Norte de África

Mapa do Império Bizantino em 650

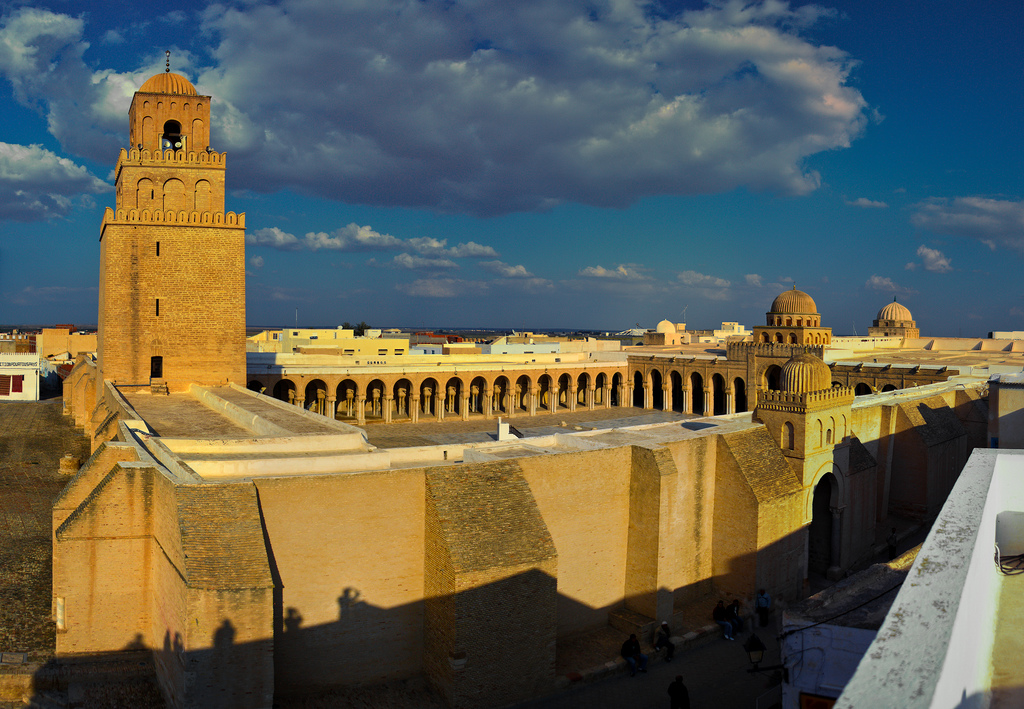
Grande Mesquita de Cairuão fundada por Uqueba ibne Nafi, o general árabe que fundou a cidade de Cairuão em 670

Em 647, um exército árabe liderado por Abedalá ibne Sade invadiu o Exarcado Bizantino da África. À conquista da Tripolitânia, no que é hoje a Líbia, seguiu-se Sufétula (atual Sbeitla, na Tunísia), cerca de 250 km a sul de Cartago. Nestes combates é morto o Conde Gregório, o governador local bizantino, que tinha declarado a sua independência do Império Bizantino, auto-proclamando-se "imperador de África". As tropas de Abedalá regressaram ao Egito em 648 carregadas de espólios de guerra depois do sucessor de Gregório, Genádio, ter prometido um tributo anual de 300 000 nomismas.
Após uma guerra civil no Império Árabe (a "Primeira Fitna), os Omíadas tomam o poder com Moáuia I. Durante o período omíada, tem lugar a conquista dos restantes territórios bizantinos no Norte de África, tendo ocorrido movimentações de Árabes ao longo de extensas partes do Magrebe (noroeste de África) e a invasão da Hispânia visigótica através do Estreito de Gibraltar, comandada pelo general berbere Tárique. No entanto, isto só aconteceu após os Árabes terem desenvolvido uma marinha de guerra e terem conquistado o reduto bizantino de Cartago entre 695 e 698. A perda de África contribuiu para que pouco tempo depois o controlo bizantino do Mediterrâneo Ocidental fosse desafiado por uma nova marinha árabe em expansão que operava a partir da Tunísia.
Moáuia iniciou a consolidação dos domínios árabes desde o Mar de Aral até à fronteira ocidental do Egito. Colocou um governador no Egito, em Fostate (antecessora do Cairo), e lançou raides sobre a Anatólia em 663. Posteriormente, entre 665 e 689, decorreu outra campanha militar para proteger o Egito de ataques de flanco vindos da Cirene bizantina. Um exército de 40 000 soldados muçulmanos avançou através do deserto até Barca (atual Al Marj, na Líbia), que foi conquistada.
Depois foi formada uma força de 10 000 cavaleiros Árabes comandada pelo general árabe Uqueba ibne Nafi a que posteriormente se juntaram alguns milhares de outros soldados berberes convertidos ao Islão. Partindo de Damasco, o exército marchou para o Norte de África e tomou a vanguarda. Em 670, a cidade de Cairuão (a aproximadamente 160 km a sul da moderna Tunes), foi criada como um campo de refúgio e base para as operações futuras. Cairuão tornar-se-ia um dos principais polos da cultura árabe-islâmica da Idade Média e a capital da província islâmica de Ifríquia, constituída pelas regiões costeiras do que é atualmente a Líbia ocidental, a Tunísia e a Argélia oriental.
Uqueba ibne Nafi avançou depois para ocidente e para o interior, onde os seus sucessores iriam erigir «as esplêndidas capitais de Fez e Marrocos (Marraquexe)», alcançando a costa atlântica e o «grande deserto» (Saara). Durante a sua conquista do Magrebe (noroeste de África), Uqueba sitiou a cidade costeira de Bugia e Tingi (Tânger), esmagando militarmente o que era outrora a província romana da Mauritânia Tingitana. No entanto, foi detido e parcialmente rechaçado em Tânger.
| “ | Com a sua luta contra os Bizantinos e os Berberes, os líderes tribais árabes tinham expandido grandemente os seus domínios africanos, e cerca do ano 682 Uqueba tinha alcançado as costas do Atlântico, mas não conseguiu tomar Tânger, tendo sido forçado a retirar para as montanhas do Atlas por um homem que viria a ficar conhecido para a história e para a lenda como Conde Julião. | ” |
|   | — Luis Garcia de Valdeavellano. |   |

### Ataques árabes na Anatólia e cercos de Constantinopla

Principais conflitos e bases navais bizantinas e árabes entre meados de século VII e c. 1050

Devido à primeira vaga das conquistas muçulmanas no Médio Oriente ter acalmado e ter sido estabelecida uma fronteira permanente entre as duas potências, entre estas surgiu uma extensa zona não reclamada quer pelos Bizantinos quer pelos Árabes, conhecida em grego como τὰ ἄκρα (ta akra; "as extremidades") e em árabe como al-Ḍawāḥī ("as terras exteriores ou de fora"), a qual ocupava parte da Cilícia, ao longo das áreas a sul das cadeias montanhosas do Tauro e Antitauro, separando a Síria, nas mãos dos muçulmanos, do planalto anatólio, nas mãos dos Bizantinos. Tanto o imperador Heráclio (r. 610–641) como o seu inimigo, o califa Omar, adotaram uma estratégia de destruição naquela zona, tentando transformá-la numa barreira eficaz entre os dois impérios.
No entanto, o califado continuava a considerar como seu último objetivo a conquista total de Bizâncio, especialmente de Constantinopla. Primeiro como governador da Síria e depois como califa, Moáuia I (r. 661–680) foi o grande impulsionador do esforço muçulmano contra Bizâncio, especialmente com a criação de uma frota militar que desafiava a marinha imperial bizantina e assaltava as ilhas e costas bizantinas. A derrota inesperada da armada bizantina na batalha dos Mastros em 655 foi de importância crucial, abrindo o Mediterrâneo, até então um "lago romano", à expansão árabe, e marcou o início de uma série de conflitos navais pelo controlo das vias marítimas mediterrânicas que se prolongaria por vários séculos.

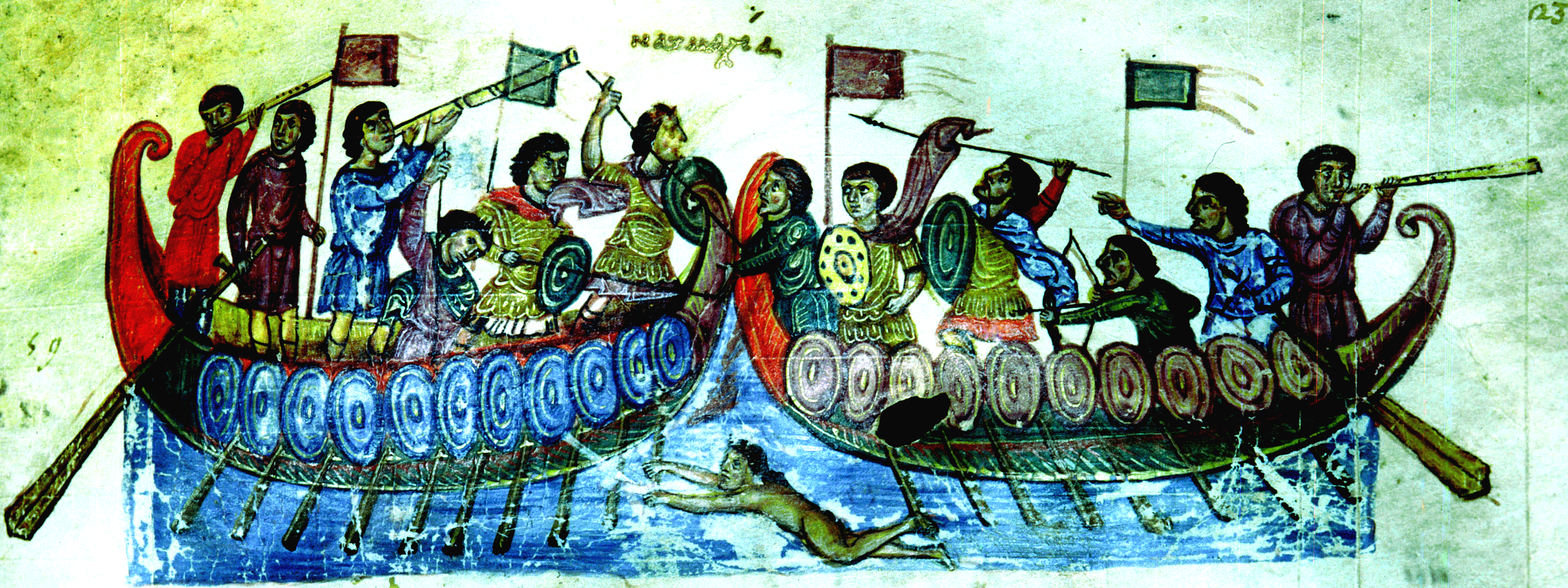
Navios bizantinos

Mapa dos temas

Moáuia também iniciou os primeiros raides em larga escala na Anatólia a partir de 641, que tinham como objetivo pilhar e enfraquecer os Bizantinos, mantendo-os assim à distância dos domínios árabes. Juntamente com as expedições retaliatórias dos Bizantinos, estas expedições acabaram por se tornar uma constante da guerra bizantino-árabe durante os três séculos seguintes. Do lado muçulmano, elas eram uma parte integral da incessante jiade, e seriam rapidamente organizadas de forma regular: uma ou duas no verão (sing.: ṣā'ifa; plur.: ṣawā'if), por vezes acompanhadas de ataques navais, que podiam ou não ser seguidas por expedições no inverno (shawati).
As expedições de verão constavam usualmente de dois ataques separados: uma "expedição da esquerda" (al-ṣā'ifa al-yusrā/al-ṣughrā), lançada do norte da Síria ou, a partir do século VIII, da Cilícia, constituída principalmente por tropas sírias; e a "expedição da direita" (al-ṣā'ifa al-yumnā/al-kubrā), normalmente maior, lançada de Malatya e constituída principalmente por tropas da Mesopotâmia. Os raides geralmente incidiam apenas sobre as áreas fronteiriças e sobre o interior do planalto central da Anatólia e só raramente alcançavam as regiões costeiras, muito fortificadas pelos Bizantinos.
A erupção da Primeira Fitna (primeira guerra civil islâmica) em 656 trouxe uma pausa preciosa a Bizâncio, que o imperador Constante II (r. 641–668) aproveitou para fortalecer as suas defesas e estender e consolidar o seu controlo sobre a Arménia e, ainda mais importante, iniciar uma reforma militar com efeitos duradouros: a Anatólia e os principais territórios contíguos que restavam ao Império Bizantino foi divido em grandes comandos territoriais, os tema. O que restava dos antigos exércitos territoriais foi estabelecido nos temas e foram alocadas terras para servirem de pagamento dos soldados pelos seus serviços. Os temas iriam constituir a base do sistema defensivo bizantino durante os séculos seguintes.

### Ataques contra as possessões bizantinas na África, Sicília e Oriente

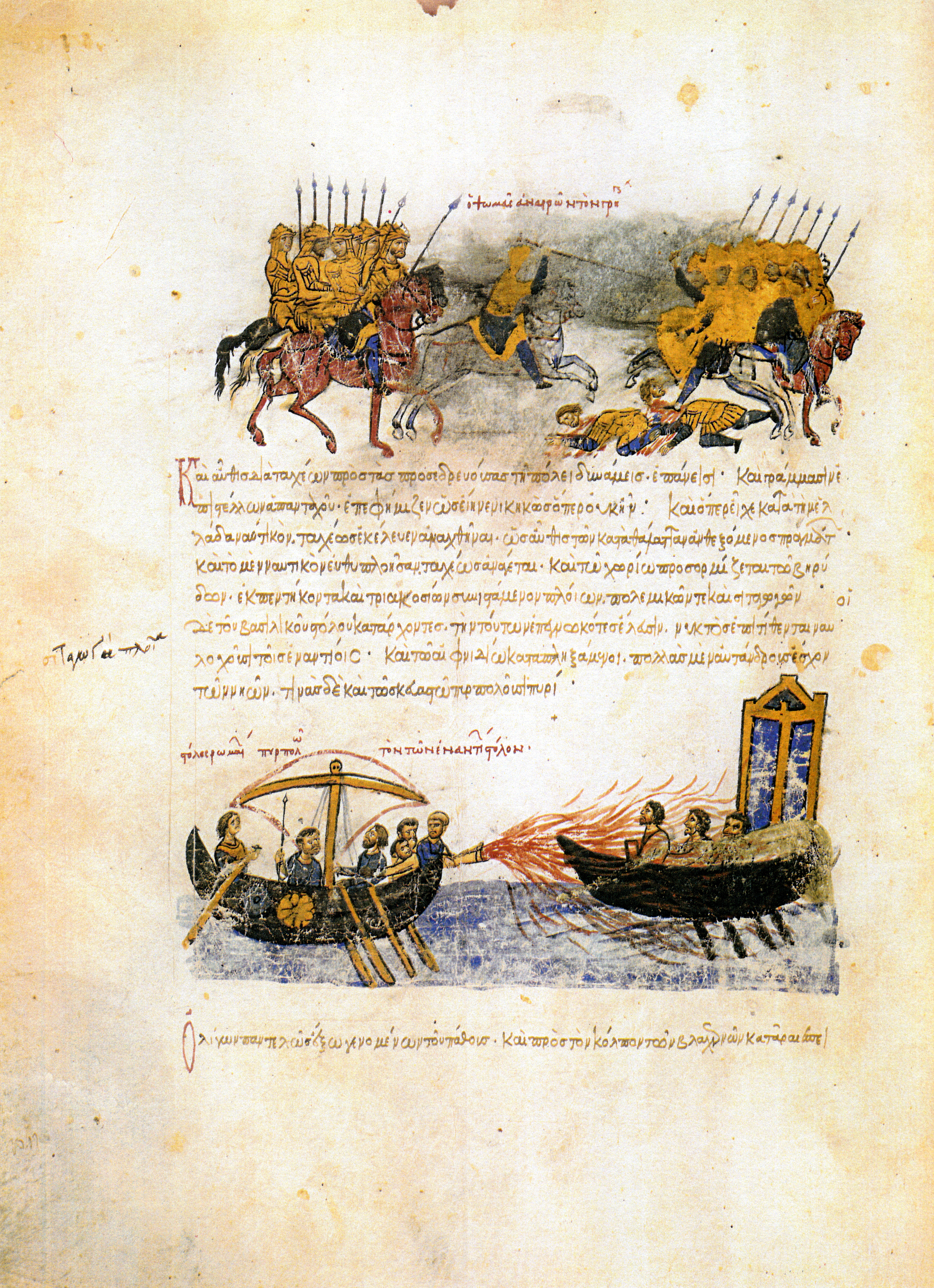
Iluminuras representando fogo grego do manuscrito do século XII Escilitzes de Madrid

Depois de vencer a guerra civil, Moáuia lançou uma série de ataques contra as possessões bizantinas em África, Sicília e no Oriente. Em 670, a armada muçulmana penetrou no Mar de Mármara e passou o inverno em Cízico. Quatro anos mais tarde, uma grande frota muçulmana reapareceu no Mar de Mármara e restabeleceu a base em Cízico, de onde lançaram assaltos às costas bizantinas quase sem oposição. Finalmente, em 676 Moáuia enviou um exército para investir contra Constantinopla também por terra, dando início ao primeiro cerco árabe da cidade.
Constantino IV (r. 661–685) usou então pela primeira vez uma nova arma devastadora que viria a ficar conhecida como "fogo grego", uma invenção de um refugiado cristão da Síria chamado Calínico de Heliópolis, a qual foi decisiva na derrota da armada omíada atacante no Mar de Mármara, que resultou no levantamento do cerco em 678. A frota muçulmana em retirada sofreu ainda mais perdas devido a tempestades, enquanto o exército perdeu muito homens nos ataques lançados pelas tropas dos temas sobre o exército em retirada.
Uma das baixas do cerco foi Abaiube Alançari (em turco: Eyüp Sultan), o porta-estandarte de Maomé e o último dos seus companheiros. Para os muçulmanos da atualidade, o seu túmulo é considerado um dos locais mais sagrados em Istambul. A vitória dos Bizantinos sobre os invasores omíadas estancou a expansão islâmica em direção à Europa por quase trinta anos.[carece de fontes?] Ao reveses em Constantinopla seguiram-se outros no enorme Império Muçulmano:
| “ | [...] este Alexandre maometano, que ansiou por novos mundos, não foi capaz de preservar as suas conquistas recentes. Devido à deserção em massa dos gregos e dos africanos, ele retirou das costas atlânticas. | ” |
|   | — Edward Gibbon referindo-se aos desaires do general omíada Uqueba ibne Nafi. |   |

As forças de Uqueba, governador da África omíada, foram postas a combater diretamente as rebeliões. Numa dessas batalhas, o general foi cercado e morto por insurgentes. Após isso, o terceiro general ou governador de Ifríquia, Zueir, tentou vingar o desaire do seu antecessor mas teve a mesma sorte deste — apesar de ter vencido os nativos em muitas batalhas, acabou por ser derrotado por um poderoso exército enviado de Constantinopla pelos Bizantinos para defender Cartago. Ao mesmo tempo, decorria outra guerra civil na Arábia e na Síria entre os rivais da monarquia muçulmana, a qual resultou numa série de quatro califas entre a morte de Moáuia em 680 e a ascensão de Abedal Maleque ibne Maruane em 685. A guerra civil só terminou em 692 com a morte do líder rebelde.

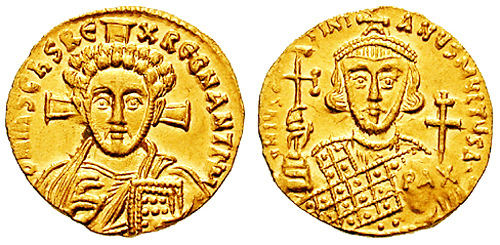
Soldo de

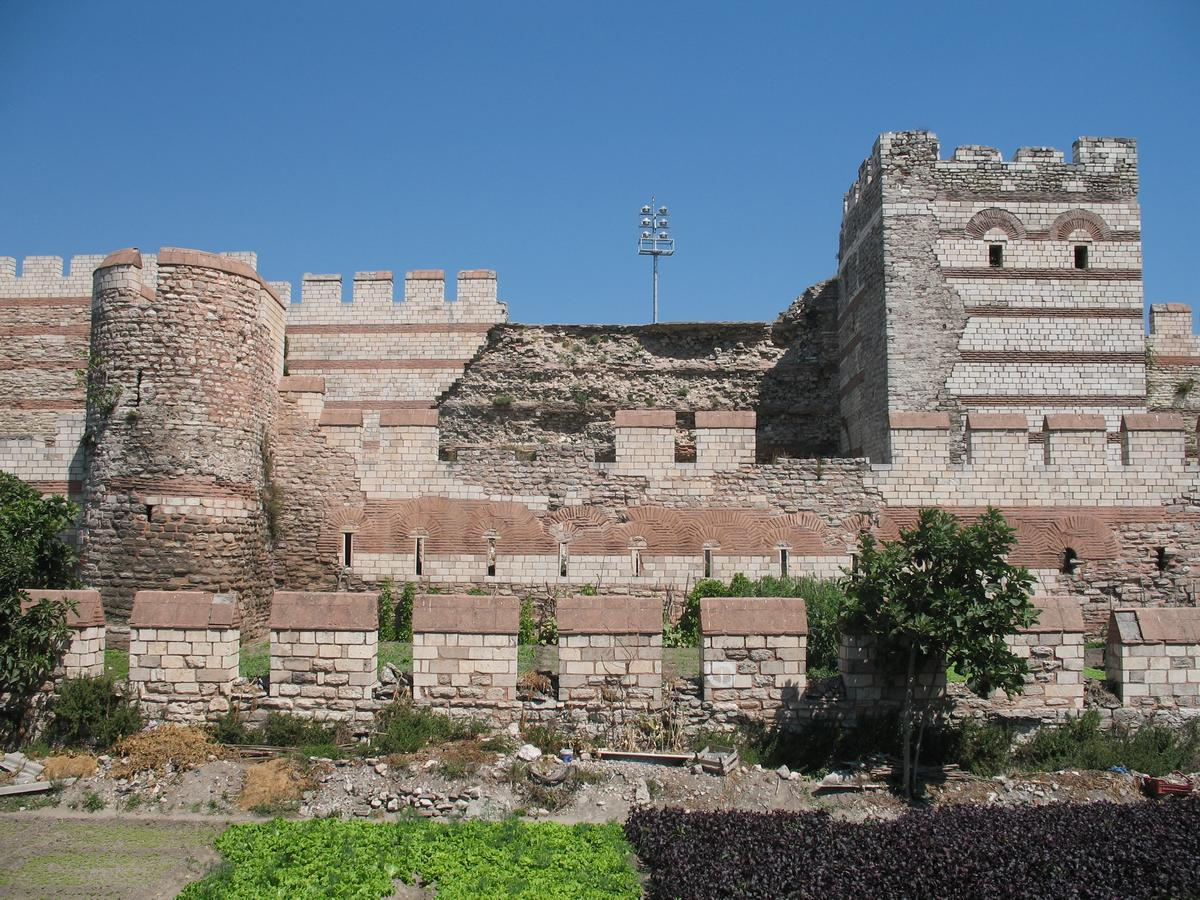
Trecho das Muralhas de Constantinopla

As "Guerras Sarracenas" de Justiniano II (r. 685–695 e 705–711), último imperador da dinastia heracliana, «refletiram o caos generalizado do período». Depois de uma campanha vitoriosa, ele fez uma trégua com os Árabes, acordando a posse conjunta da Arménia, Ibéria e Chipre. No entanto, ao retirar 12 000 mardaítas cristãos das suas terras nativas do Líbano, removeu um dos grandes obstáculos dos Árabes na Síria, e em 692, depois da desastrosa Batalha de Sebastópolis (atual vila de Sulusaray, na província turca de Tocate) os muçulmanos invadiram e conquistaram toda a Arménia. Justiniano foi deposto em 695, mas pode retomar seu trono em 705. O seu segundo reinado foi marcado por vitórias árabes na Ásia Menor e desordens sociais internas. Segundo os relatos, ordenou aos seus guardas a execução da única unidade que não tinha desertado depois de uma batalha para prevenir mais deserções na batalha seguinte.
A seguir à primeira e segunda deposição de Justiniano assistiu-se a muitas desordens internas no Império Bizantino, com sucessivas revoltas e imperadores a quem faltava legitimidade ou apoio. Neste clima, os Omíadas consolidaram o seu controlo na Arménia e na Cilícia e começaram a preparar uma nova ofensiva contra Constantinopla, onde o o general Leão, o Isauro ascendeu ao trono em março de 717, na mesma altura em que um massivo exército muçulmano sob o comando do famoso príncipe e general omíada Maslama ibne Abedal Maleque ibne Maruane iniciou a marcha para a capital imperial. De acordo com as fontes, esse exército de Maslama era composto de cerca de 120 000 soldados e 1 800 navios; mesmo que esse número seja exagerado, era certamente uma força formidável, muito mais numerosa que o exército imperial bizantino. Felizmente para Leão e para o império, as "Muralhas do Mar" de Constantinopla tinham sido recentemente reparadas e reforçadas. Além disso, o imperador concluiu uma aliança com o cã Tervel da Bulgária (r. 695/701–715/721), que se comprometeu a assediar a retaguarda dos invasores.

De julho de 717 a agosto de 718, Constantinopla foi cercada por terra e por mar pelos muçulmanos, que ergueram uma extensiva linha dupla de circunvalação e contravalação no lado do mar, isolando a cidade. No entanto, a tentativa de completar o bloqueio por mar falhou quando a marinha bizantina usou fogo grego contra eles. A armada árabe manteve-se afastada das muralhas da cidade, deixando abertas as rotas de abastecimento a Constantinopla. Forçado a estender o cerco no inverno, o exército sitiante sofreu enormes baixas devido ao frio e à falta de provisões. Na primavera, o novo califa Omar II (r. 717–720) enviou reforços por mar do Egito e de África e por terra da Ásia Menor. As tripulações das novas frotas omíadas era composta maioritariamente por cristãos, que começaram a desertar em grande número, enquanto as forças terrestres caíram numa emboscada e foram derrotadas na Bitínia. Devido à fome e a uma epidemia que grassava no campo árabe, o cerco foi abandonado em 15 de agosto de 718. Na retirada, a frota árabe sofreu mais baixas devido a tempestades e a uma erupção do vulcão de Tera.
| “ | Maslama tinha formado os muçulmanos numa linha (eu jamais tinha visto uma maior) com muitos esquadrões. Leão, o autocrata de Rûm, postou-se na torre da porta de Constantinopla com as suas torres. Ele formou os soldados a pé numa longa linha entre a muralha e o mar em frente à costa muçulmana. Ele mostrou armas em mil navios, navios ligeiros, navios grandes nos quais havia cargas de roupas egípcias, etc. e galés com os combatentes... Omar e alguns daqueles dos navios tiverem medo de avançar contra a entrada do porto, receando pelas suas vidas. Quando os rumes viram isto, galés e navios ligeiros saíram da entrada do porto contra nós e um deles foi de encontro ao navio muçulmano mais próximo, atirou-lhes arpéus com correntes e rebocou-o com a tripulação para Constantinopla. Nós perdemos a coragem. | ” |
|   | — ibne Asaquir, Tarikh Dimashiq ("História de Damasco"), século XI. |   |

## Estabilização da fronteira(718–863)

Mapa político da Anatólia c. 740, com a fronteira do Império Bizantino apresentada com tracejado negro

A primeira vaga de conquistas muçulmanas terminou com o Cerco de Constantinopla em 718 e embora tivessem continuado a ocorrer conflitos até ao século XI, as invasões árabes começaram a abrandar. Foi estabelecida uma fronteira terrestre permanente ao longo do limite oriental da Anatólia, bem fortificada em ambos os lados (chamada al-'Awasim pelos árabes). Os Árabes continuaram a fazer incursões regularmente na Anatólia bizantina, mas a conquista deixou de ser um objetivo. Os Bizantinos foram gradualmente tomando a ofensiva e recuperaram muito território no século X, o qual foi perdido para sempre depois de 1071 para os Turcos seljúcidas, depois da derrota na Batalha de Manzicerta.[carece de fontes?]

### Novos raides omíadas e início da iconoclastia
Após o falhanço da conquista de Constantinopla em 718, os Omíadas viraram temporariamente a sua atenção para outros lados, permitindo aos Bizantinos tomar a ofensiva e arrecadar alguns avanços na Arménia. No entanto, em 720 e 721 os exércitos árabes retomaram as expedições militares na Anatólia bizantina, embora estas já não tivessem como objetivo a conquista, mas antes raides em larga escala, em que pilhavam, saqueavam e arrasavam as zonas rurais e só ocasionalmente atacavam fortalezas e povoados de maior dimensão.
O recrudescimento das incursões árabes e os desastres naturais como o das erupções do vulcão da ilha de Tera levaram o imperador Leão III, o Isauro a concluir que o império tinha perdido o favor divino. Em 722 ele tentou a conversão à força dos judeus do império, mas desviou rapidamente a sua atenção para a veneração de ícones, uma prática que se tinha tornado idólatra aos olhos de alguns bispos. Em 726, Leão emitiu um édito condenando o uso de imagens e mostrou-se cada vez mais crítico dos iconófilos, acabando por banir formalmente as representações de figuras religiosas numa reunião da corte realizada em 730. A decisão provocou muita oposição tanto do povo como da Igreja, especialmente do papa, que não foi tido em conta por Leão. Nas palavras de Warren Treadgold «Ele não viu necessidade de consultar a Igreja, e parece ter ficado surpreendido pela profundidade da oposição popular que encontrou.» A controvérsia enfraqueceu o Império Bizantino e foi um fator determinante no cisma entre o Patriarcado de Constantinopla e o Bispo de Roma.

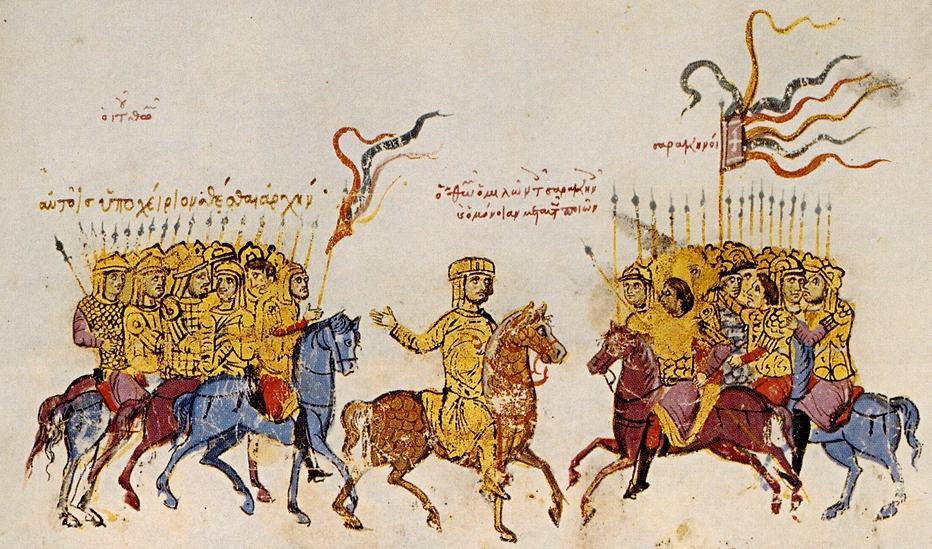
O rebelde bizantino, auto-proclamado imperador, negocia com os Árabes

Durante o reinado mais agressivo do príncipe Moáuia ibne Hixame, filho do califa Hixame (r. 723–743), as expedições árabes intensificaram-se e foram lideradas pelos generais mais brilhantes do califado, entre os quais alguns príncipes da dinastia omíada como Maslama ibne Abedal Maleque, Alabás ibne Alualide ou os próprio irmãos de Moáuia, Maslama e Solimão. Apesar disso, o califado a atenção do califado virou-se cada vez mais para conflitos noutros locais, especialmente nos confrontos com os cazares, com os quais Leão se tinha selado uma aliança casando o seu filho e herdeiro Constantino V (r. 741–775) com a princesa cazar Tzitzak. Só nos finais da década de 730 é que os raides muçulmanos se tornaram novamente uma ameaça, mas a retumbante vitória dos Bizantinos na Batalha de Acroino em 739 e os tumultos provocados pela revolta abássida no final da década de 740 levaram a uma pausa nos ataques dos Árabes contra o império. Esta situação abriu o caminho para uma postura mais agressiva por parte de Constantino V, que em 741 atacou a importante base árabe de Melitene e arrecadou outras vitórias posteriores. Estes sucessos foram interpretados por Leão e pelo seu filho Constantino como a prova do retorno do favor divino e fortaleceram as atitudes iconoclastas no interior do império.
Entre 750 e 770, Constantino lançou uma série de campanhas militares contra os Árabes e Búlgaros numa tentativa de reverter as numerosas perdas territoriais. Registaram-se diversas guerras civis no Império Bizantino, muitas delas com apoio árabe. Cerca de 821, o comandante militar bizantino rebelde Tomás, o Eslavo conseguiu dominar a maior parte da Ásia Menor com o apoio do califa abássida Almamune — apenas dois temas permaneceram leais ao imperador Miguel II, o Amoriano. Sensivelmente na mesma altura, os Árabes chegaram a tomar Salonica, a segunda maior cidade bizantina, mas os Bizantinos recapturaram-na rapidamente. O cerco de Tomás a Constantinopla em 821 não passou das muralhas da cidade e ele foi forçado a retirar-se.

### Ásia Menor, Creta e Sicília

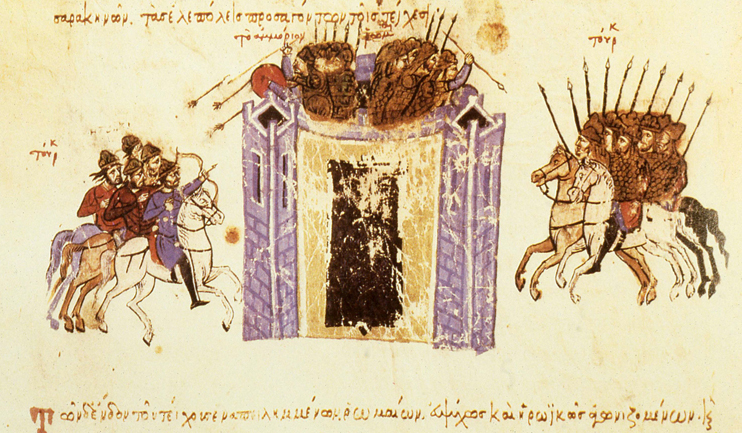
Iluminura do Saque de Amório na crónica do século XII Escilitzes de Madrid, de João Escilitzes

Os Árabes não desistiram das suas intenções na Ásia Menor e em 838 iniciaram outra invasão, saqueando a cidade de Amório. Devido à unidade interna bizantina enfraquecida e às suas ligações com o Ocidente, Creta caiu nas mãos dos sarracenos em 824, tornando-se o centro de do Emirado de Creta, um estado de piratas muçulmanos. A Sicília também foi tomada pelos muçulmanos de forma lenta e gradual ao longo de um período de 75 anos. Usando a Tunísia como base, os Árabes começaram por conquistar Palermo em 831, seguindo-se Messina em 842 e Ena em 859.[carece de fontes?]

## Ressurgimento bizantino(863–século XI)
A paz religiosa voltou ao Império Bizantino com a subida ao poder da dinastia macedónica em 867 e com uma liderança forte e unificada; O Califado Abássida havia sido estilhaçado pela disputa interna entre as facções cortesãs e os dinastas regionais. Basílio I, o Macedônio reavivou o Império Bizantino, tornando-o novamente uma potência regional, assistindo-se durante o seu reinado a expansões territoriais que contribuíram para tornar Bizâncio a potência mais poderosa da Europa, cuja política religiosa foi marcada pelas boas relações com Roma.
Basílio aliou-se com o imperador do Sacro Império Romano-Germânico Luís II contra os Árabes e a sua marinha acabou com os raides muçulmanos no Mar Adriático. Com a ajuda dos Bizantinos, Luís II conquistou o Emirado de Bari em 871 e a cidade tornou-se uma possessão bizantina em 876, juntando-se a Otranto, conquistada em 873. No entanto, a posição bizantina na Sicília deteriorou-se e Siracusa caiu nas mãos do Emirado da Sicília em 878, após o que a Sicília deixou de ser um objetivo estratégico dos Bizantinos e o seu território foi praticamente todo ocupado pelos sarracenos. O príncipe sérvio da Zaclúmia, Miguel, saqueou a cidade bizantina de Siponto (atualmente na comuna italiana de Manfredônia), na Apúlia, aparentemente em 10 de julho de 926. Desconhece-se se Miguel fez isso sob as ordens do rei croata Tomislau I, como foi sugerido por alguns historiadores. Segundo o historiador croata Ivo Omrčanin, Tomislau enviou a marinha croata sob o comando de Miguel para expulsar os sarracenos daquela parte do sul de Itália e libertar a cidade. A Sicília permaneceria sob o domínio árabe até à invasão normanda em 1071.

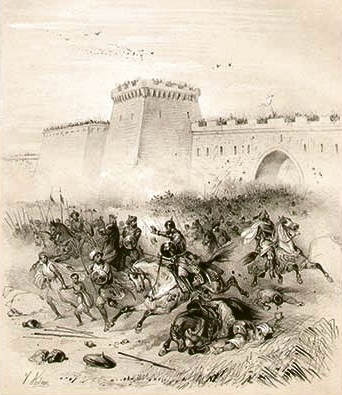
O sacro imperador romano na conquista de Bari numa ilustração do Atlas Universel Historique et Geographique, publicado em 1850

Apesar da Sicília ter sido perdida, o general bizantino Nicéforo Focas conseguiu reconquistar Tarento e grande parte da Calábria em 880. Creta foi reconquistada pelos Bizantinos em 960 e seria mantida até 1204, quando passou para as mãos da República de Veneza durante a Quarta Cruzada. Os êxitos em Itália deram início um novo período de domínio bizantino naquela região e marcaram o princípio do estabelecimento de uma presença bizantina forte no Mediterrâneo em geral e no Adriático em particular.
Depois de pôr fim às rixas internas, Basílio II Bulgaróctono lançou uma campanha militar contra o Califado Fatímida em 995. A guerra civil bizantina tinha enfraquecido a posição do império no leste, e os ganhos de Nicéforo II e João I Tzimisces estiveram à beira de serem perdidos, tendo Alepo (que estava sob o controle dos vassalos hamadânidas) sido cercada por Alaziz e Antioquia ameaçada. Basílio II ganhou várias batalhas na Síria, libertou Alepo da ameaça inimiga, tomou o vale do Orontes e lançou vários raides mais a sul. Embora não tivesse tido poder militar suficiente para entrar na Palestina e reclamar Jerusalém, as suas vitórias trouxeram de volta ao império grande parte da Síria. Nenhum imperador antes de Heráclio tinha sido capaz de manter esses territórios por muito tempo, os quais ficariam na posse do Império Bizantino nos 110 anos seguintes, até 1078. Piers Paul Read relata que em 1025, os territórios bizantinos «estendiam-se desde os Estreitos de Messina e o norte do Adriático a ocidente, até ao Danúbio e Crimeia a norte, e até às cidade de Melitene e Edessa, além do Eufrates, a oriente.»
Sob Basílio II, os Bizantinos criaram uma linha de novos temas, que se estendiam de Alepo (um protetorado bizantino) até Manzicerta. Com o sistema de governo militar e administrativo dos temas, os Bizantinos tinham a capacidade de mobilizar uma força de pelo menos 200 000 soldados, embora na prática estes estivessem estrategicamente colocados por todo o império. O reinado de Basílio foi o período em que o Império Bizantino alcançou a sua maior grandeza em relação aos cinco séculos anteriores e aos quatro séculos seguintes.[carece de fontes?]

## Conclusão

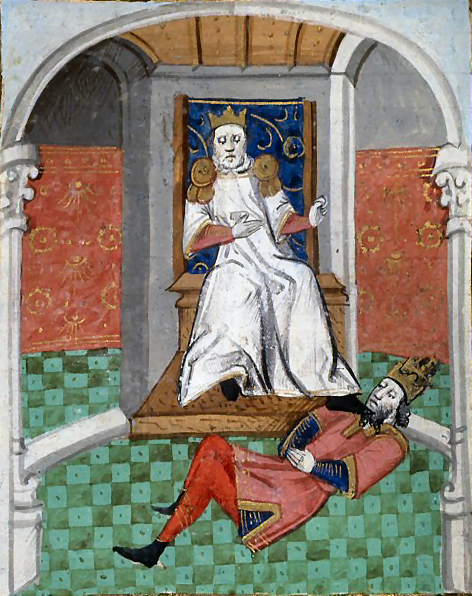
Iluminura do século XV representando o sultão seljúcida Alparslano humilhando o imperador r. após este ter sido derrotado e capturado na Batalha de Manzicerta, em 1071

As guerras entre Bizantinos e Árabes aproximaram-se do seu fim quando as invasões turcas e mongóis passaram a ameaçar ambas as potências beligerantes. A partir dos séculos XI e XII, os conflitos militares bizantinos centraram-se nas guerras bizantino-seljúcidas, passando a invasão islâmica da Anatólia a ser protagonizada pelos Turcos seljúcidas. Depois da derrota na Batalha de Manzicerta frente aos Turcos em 1071, o Império Bizantino restabeleceu a sua posição como grande potência do Médio Oriente com a ajuda dos cruzados ocidentais, apesar de grande parte da Anatólia ter passado a constituir o Sultanato de Rum. Entretanto, os principais conflitos em que os Árabes estavam então envolvidos eram as cruzadas e posteriormente as invasões mongóis, especialmente as do Ilcanato.
Durante a Segunda Cruzada, Balduíno III (r. 1143–1062) cercou Ascalão em 1153 e o Reino de Jerusalém logrou avançar para o Egito e ocupar brevemente o Cairo na década de 1160. O imperador Manuel I Comneno (r. 1043–1080) casou com Maria de Antioquia, prima do rei cruzado Amalrico I de Jerusalém (r. 1062–1074), enquanto este desposou a sobrinha-neta de Manuel, Maria Comnena. Em 1168, foi negociada uma aliança formal pelo futuro arcebispo Guilherme de Tiro e em 1169 Manuel lançou uma expedição conjunta sobre o Egito com o apoio de Amalrico. Essa campanha ambiciosa foi uma demonstração dramática de quão poderoso o Império Bizantino se tinha tornado, envolvendo uma frota de mais de 200 navios equipados com armas de cerco e fogo grego. Guilherme de Tiro ficou particularmente impressionado com os grandes navios de transporte usados para transportar as forças de cavalaria do exército comneno.
A estratégia de longo prazo de Manuel era fazer dos Estados cruzados seus vassalos, sobretudo o Reino de Jerusalém, e sua intervenção no Egito deveu-se a necessidade de evitar que o xiita Califado Fatímida passasse a apoiar os Estados sunitas da Síria, bem como a intenção de tomar Alexandria e Damieta, os principais destinos do comércio marítimo mediterrânico, e assim conseguir renegociar seus tratados com as repúblicas marítimas italianas que dependiam desse comércio.

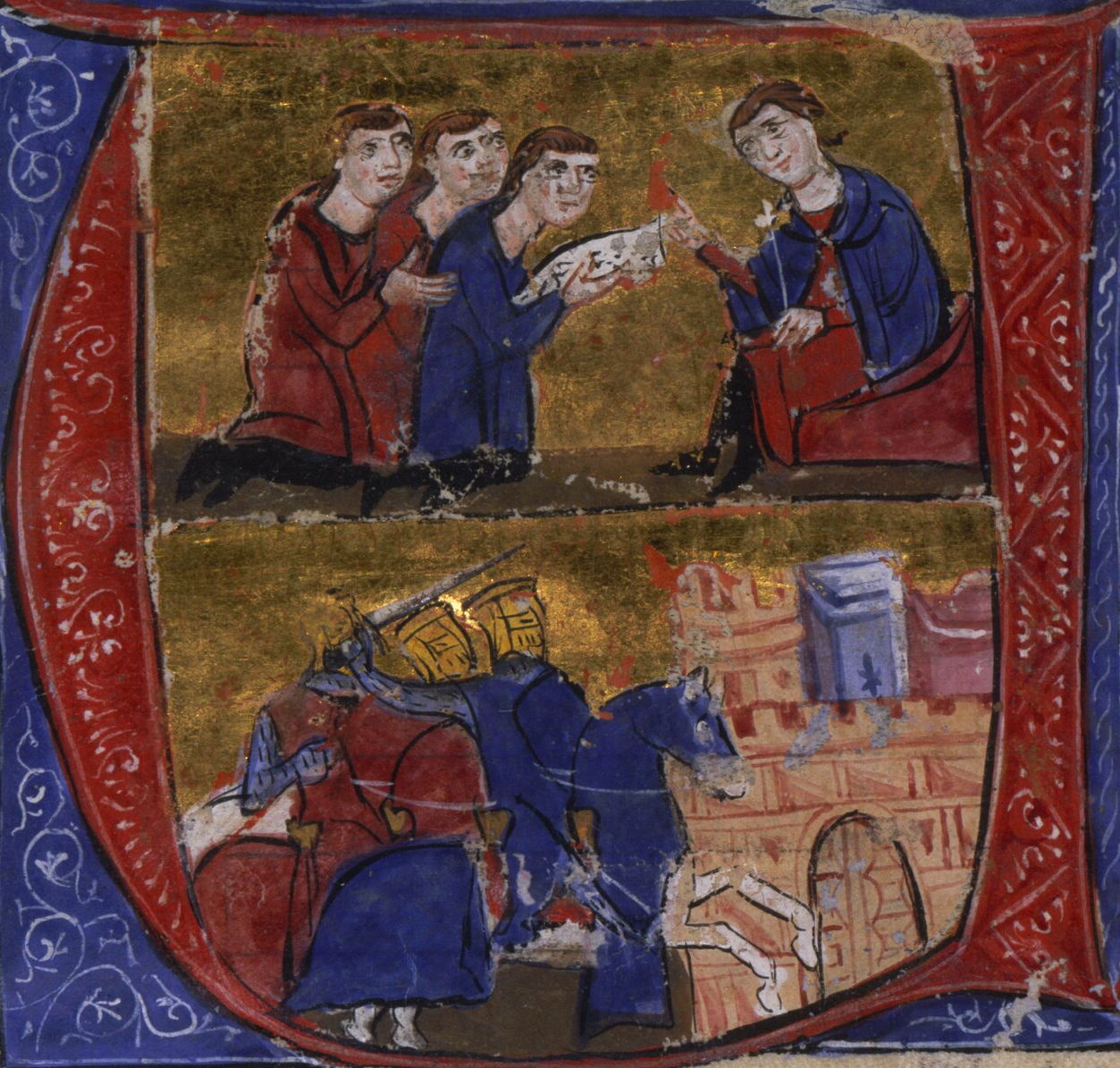
Ilustração do manuscrito de Guilherme de Tiro; em cima: imperador recebe embaixadores do rei hierosolimita ; em baixo: chegada dos cruzados a Pelúsio

Uma conquista com sucesso teria consolidado o controlo da Terra Santa pelos cruzados e restaurado o fornecimento de cereais da rica província que no passado tinha sido do império. Além disso, teria fortalecido os laços dos cruzados com o império, um objetivo que Manuel perseguiria com determinação ao longo do seu reinado e que se tornaria evidente quando subsequentemente Amalrico colocou o seu reino sob a proteção de Manuel, na prática estendendo o acordo de Antioquia tornando todo o Reino de Jerusalém parte do Império Bizantino, pelo menos nominalmente. No entanto, isto foi um acordo pessoal, em linha com a tradição feudal da Europa Ocidental, e como tal só aplicável enquanto Manuel e Amalrico fossem os governantes dos seus estados.
Possivelmente esperava-se que a invasão tivesse o apoio dos cristãos nativos coptas, que tinham vivido como cidadãos de segunda classe sob o governo islâmico durante mais de quinhentos anos. No entanto, o falhanço da cooperação entre os cruzados e os Bizantinos diminuiu as probabilidades de tomar o Egito. A frota bizantina carregou mantimentos apenas para três meses e quando os cruzados estavam preparados, as provisões já começavam a faltar e a frota acabou por retirar depois de uma tentativa falhada de capturar Damieta. Cada uma das partes procurou culpar a outra pelo fiasco, mas ambas sabiam que dependiam uma da outra. A aliança foi mantida e foram feitos planos para o futuro, os quais nunca chegaram a concretizar-se.
Entretanto o sultão seljúcida Quilije Arslã II usou esse período para eliminar os seus rivais e consolidar o seu poder na Ásia Menor. O equilíbrio de poder no Mediterrâneo Oriental estava a mudar e os efeitos do falhanço de Manuel no Egito continuaram a fazer-se sentir muito para além da sua morte. A ascensão de Saladino só foi possível quando foi proclamado sultão do Egito em 1171; a unificação por ele feita do Egito e da Síria haveria de levar à organização da Terceira Cruzada. A aliança dos Bizantinos com os cruzados terminou com a morte de Manuel I em 1180, o último imperador verdadeiramente apoiante das cruzadas.

## Consequências

Mapa político da Bacia do Mediterrâneo, com o Império Bizantino à direita, em castanho claro

À semelhança de qualquer guerra com duração tão longa, as guerras bizantino-árabes tiveram efeitos de longa duração para ambos os lados. Os Bizantinos sofreram extensas perdas territoriais, enquanto que os Árabes ganharam o controlo do Médio Oriente e do Norte de África. A atenção do Império Bizantino virou-se da expansão para ocidente de Justiniano I para uma posição principalmente defensiva contra os exércitos islâmicos nas suas fronteiras orientais. Sem a interferência dos Bizantinos nos estados cristão emergentes da Europa Ocidental, a situação propiciou um grande estímulo para o feudalismo e a autossuficiência económica.

Segundo a perspetiva de alguns historiadores modernos, uma das consequências mais importantes das guerras bizantino-árabes foi a tensão que colocou nas relações entre Roma e Bizâncio. Enquanto lutava pela sobrevivência contra os exércitos islâmicos, o império deixou de ter capacidade para providenciar a proteção que tinha garantido ao Papado no passado. Além disso, segundo Thomas Woods, os imperadores bizantinos «intervinham rotineiramente na vida da Igreja em áreas que estavam claramente para além das competências do estado.» A controvérsia da Iconoclastia nos séculos VIII e IX pode ser encarada como um fator chave «que empurrou a Igreja Latina para os braços dos Francos.» Por isso, já se chegou a argumentar que Carlos Magno foi indiretamente uma consequência de Maomé:
| “ | O Império Franco provavelmente nunca teria existido sem o Islão e Carlos Magno sem Maomé seria inconcebível. | ” |
|   | — Henri Pirenne, historiador belga (1862-1935).                                                              |   |

O Sacro Império Romano-Germânico dos sucessores de Carlos Magno viria depois em socorro dos Bizantinos durante o reinado de Luís II e durante as cruzadas, mas as relações entre os dois impérios tornar-se-iam tensas posteriormente. Pela Crónica de Salerno (Chronicon Salernitanum), sabe-se agora que o imperador Basílio enviou uma carta ao seu homólogo ocidental, reprimindo-o asperamente por usurpar o título de imperador, argumentando que os governantes francos eram simplesmente reges (reis dos Romanos) e que cada uma das nações tinha os seus próprios títulos para os seus governantes, ao passo que o título imperial só era apropriado para os Romanos orientais, ou seja para ele próprio, Basílio.

## Historiografia

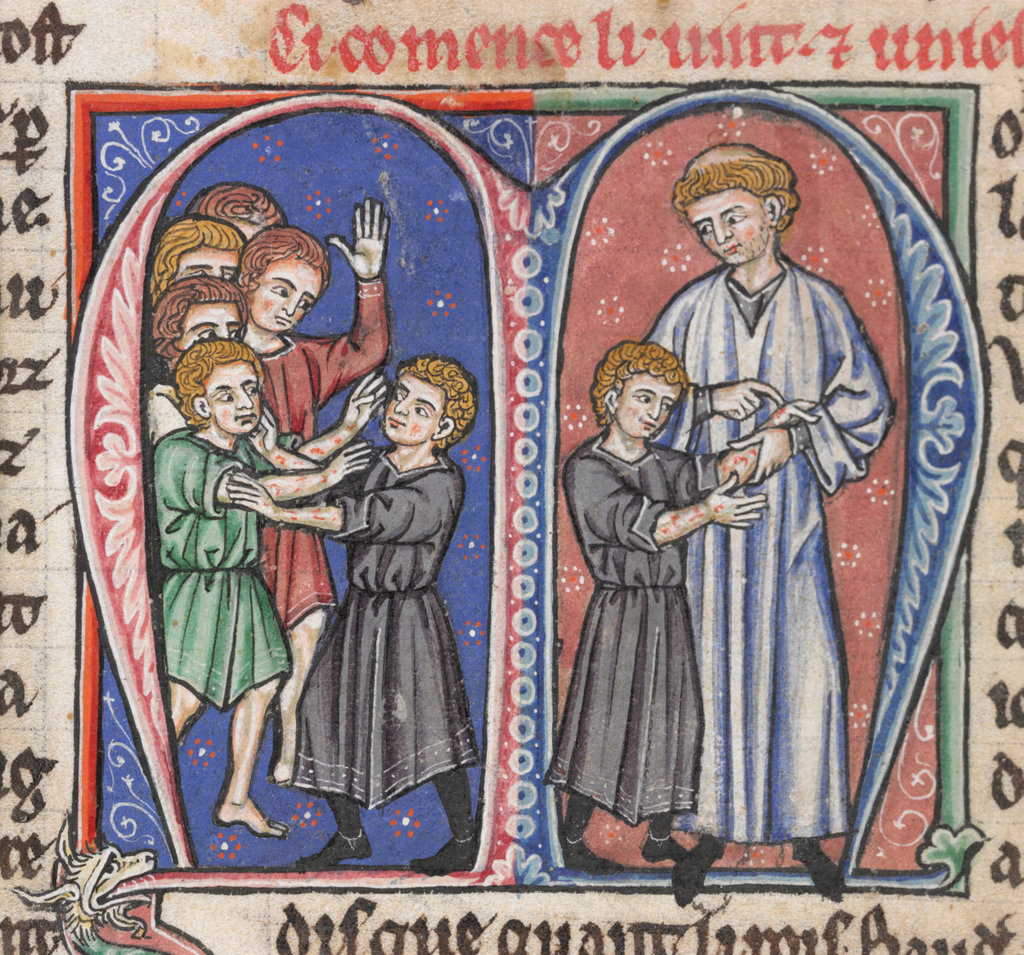
Iluminura da crónica de Guilherme de Tiro, uma das fontes mais importantes sobre as Cruzadas e as fases finais das guerras bizantino-árabes — Guilherme descobre os primeiros sintomas de lepra em

O historiador Walter Emil Kaegi assinala que as fontes árabes existentes têm recebido muita atenção dos estudiosos no que se refere a contradições e trechos obscuros, mas ao mesmo tempo chama a atenção para o facto das fontes bizantinas também apresentarem problemas, nomeadamente as crónicas de Teófanes e de Nicéforo I e as fontes escritas em siríaco, as quais são muito sucintas ao mesmo tempo que está por esclarecer quais as fontes usadas e qual o uso que faziam dessas fontes. Kaegi conclui que os académicos devem também escrutinar de modo crítico a tradição bizantina, pois ela «é tendenciosa e não pode servir como um padrão objetivo contra o qual todas as fontes muçulmanas podem ser verificadas de forma confiável.»
Entre as poucas fontes em latim com interesse contam-se a Crónica de Fredegário, do século VII e duas crónicas espanholas, todas elas baseadas em algumas tradições históricas bizantinas e orientais. No que concerne às ações militares dos Bizantinos contra as primeiras invasões muçulmanas, Kaegi afirma que «as tradições bizantinas [...] tentam evitar o criticismo sobre o fiascos de Heráclio e outras pessoas, grupos e coisas.»
As fontes bizantinas não históricas apresentam grande diversidade: há desde papiros até sermões (os mais notáveis são os de Sofrónio e de Anastácio Sinaíta), poesia (especialmente as de Sofrónio e de Jorge de Pisídia), correspondência (usualmente de origem religiosa cristã), tratados apologéticos, apocalipses, hagiografias, manuais militares (em particular o Estratégico de Maurício, do início do século VII), além de outras fontes não literárias, como epigráficas, arqueológicas e numismáticas. Nenhuma dessas fontes apresenta um registo coerente de qualquer das campanhas e conquistas dos exércitos muçulmanos, mas algumas contêm detalhes valiosos que não se encontram noutros locais.